# الوعي الحيواني

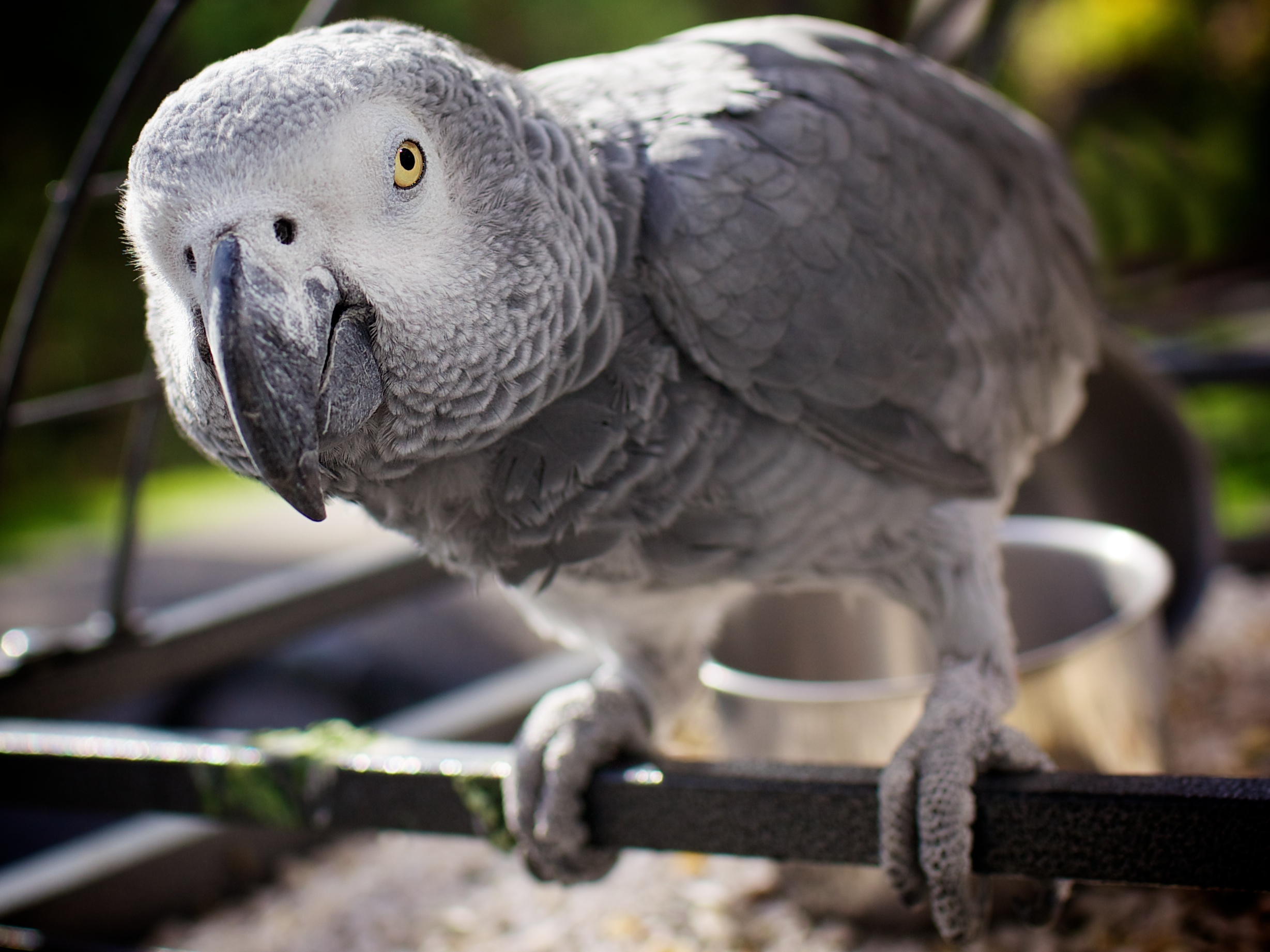
طبقا لإعلان كامبريدج للوعي، فقد تم ملاحظة "مستويات وعي قريبة من البشر" في الببغاء الرمادي.

الوعي الحيواني أو الدراية عند الحيوان هو الكيف أو حالة الإدراك الذاتي داخل الحيوان، أو إدراك وجود كائن خارجي أو شيء ما داخل نفسه. إنه موضوع رئيسي في مناقشة حقوق الحيوان. عُرِّف الوعي عند البشر على أنه: الإحساسية والدراية والذاتية والكيفيات المحسوسة والبراعة للوصول للخبرة أو الحس واليقظة والشعور بالذات ونظام التحكم التنفيذي للعقل. وعلى الرغم من صعوبة التعريف، يعتقد العديد من الفلاسفة أن هناك حدسًا خفيًا مشتركًا على نطاق واسع حول ماهية الوعي.
يعاني موضوع الوعي عند الحيوان من عدد من الصعوبات. فهو يطرح مشكلة العقول الأخرى بصيغة عسيرة على نحو استثنائي لأن الحيوانات التي تفتقر إلى القدرة على استخدام لغة الإنسان، لا يمكنها أن تخبرنا عن تجاربها. ومن الصعب أيضًا التفكير بموضوعية حول هذا السؤال، لأن إنكار وجود حيوان واعٍ غالبًا ما يعني ضمنيًا بأنه لا يشعر وحياته بلا قيمة، وأن أذيته غير خاطئة أخلاقيًا. على سبيل المثال قد يقع اللوم على الفيلسوف الفرنسي رينيه ديكارت الذي عاش في القرن السابع عشر، لسوء معاملة الحيوانات لأنه حاول أن يبرهن أن البشر وحدهم هم الذين لديهم وعي.
يؤمن الفلاسفة الذين يعتبرون التجربة الذاتية جوهر الوعي عمومًا، بشكلٍ وثيق بأنه لا يمكن معرفة وجود وطبيعة الوعي الحيواني بدقة. أوضح الفيلسوف الأمريكي توماس ناغل وجهة النظر هذه في مقال مؤثر بعنوان «ماذا يعني أن تكون خفاشًا؟» يقول فيه: إن الكائن الحي واع «إذا وفقط إذا كان هناك شيء يشبه أن يكون ذلك الكائن - شيء يشبه الكائن الحي»؛ وأضاف: بغض النظر عن مدى معرفتنا بدماغ الحيوان وسلوكه، لا يمكننا أبدًا وضع أنفسنا في ذهن الحيوان وتجربة عالمه بالطريقة التي يعمل بها نفسها. يرفض مفكرون آخرون، مثل العالم المعرفي دوغلاس هوفشتادتر، هذه الحجة باعتبارها غير متماسكة. جادل العديد من علماء النفس وعلماء الأخلاق عن وجود وعي حيواني عن طريق وصف مجموعة من سلوكيات الحيوانات التي تظهر أنها تملك معتقدات حول أشياء لا يستطيعون إدراكها بشكل مباشر. يستعرض كتاب دونالد غريفين لعام 2001 بعنوان عقول الحيوانات جزءًا كبيرًا من الأدلة.
خضع الوعي الحيواني للبحث المكثف لأكثر من مئة عام. في عام 1927 ، طرح عالم النفس الوظيفي الأمريكي هارفي كار فكرة أن أي قياس أو فهم صحيح للوعي لدى الحيوانات يعتمد على «معرفة دقيقة وكاملة لظروفه الأساسية لدى الإنسان». خلصت مراجعة أحدث في عام 1985 إلى أن «أفضل طريقة هي استخدام التجربة (وخاصة علم الطبيعة النفسية) والملاحظة لتتبع أثر الوعي وتكوّن الوعي الذاتي والإدراك والتواصل والنية والمعتقدات والتفكير في الأجنة البشرية الطبيعية والرضع والأطفال». وفي عام 2012 ، وقع مجموعة من علماء الأعصاب إعلان كامبريدج بشأن الوعي، الذي أكد «بشكلٍ لا لبس فيه» أن: «البشر ليسوا فريدين من حيث امتلاكهم الركائز العصبية التي تولد الوعي. الحيوانات غير البشرية بما في ذلك جميع الثدييات والطيور، والعديد من المخلوقات الأخرى بما في ذلك الأخطبوطات، تمتلك أيضًا هذه الركائز العصبية». 
أظهرت دراسة نُشرت عام 2020 في مجلة ساينس أن الطيور تملك القدرة على التفكير، وأن أدمغتها تعمل بطريقة تشبه أدمغة الثدييات، وهو ما يمكن أن يثير المزيد من الجدل في الأوساط العلمية حول مسألة الوعي الحيواني.

## خلفية فلسفية

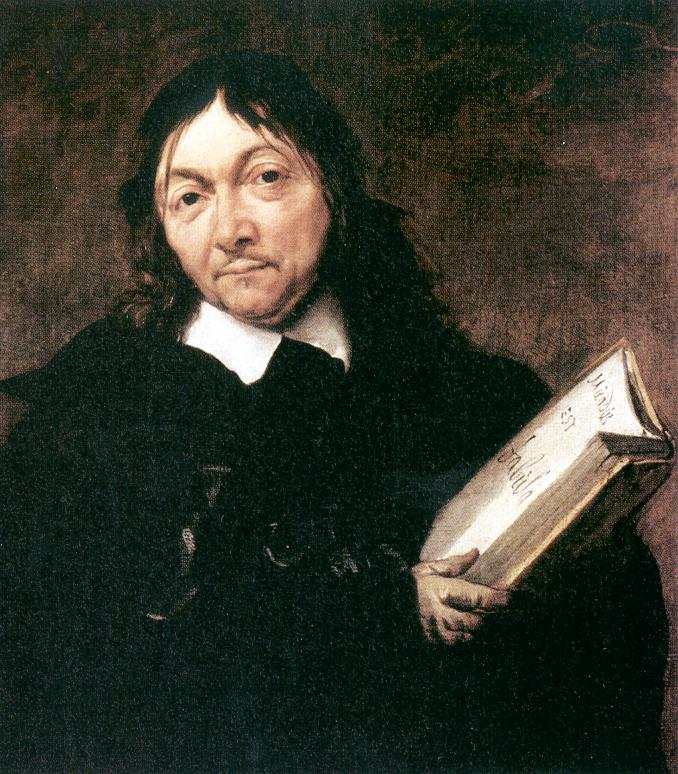
جادل رينيه ديكارت أن الوعي خاص بالبشر فقط، وليس الحيوانات الأخرى.

تدرس مسألة العقل والجسد في الفلسفة العلاقة بين العقل والمادة، وخاصة العلاقة بين الوعي والدماغ. وقد اقتُرحت مجموعة متنوعة من النهج وأغلبها إما ثنائية أو أحادية. فالازدواجية تحافظ على التمييز الصارم بين عالم العقل والمادة. والنزعة الأحادية تؤكد أن هناك نوعًا واحدًا وأن العقل والمادة كلاهما من جانبيها. وقد عالج الفلاسفة ما قبل أرسطو هذه المشكلة، وتناولها رينيه ديكارت في القرن السابع عشر، ما أدى إلى الازدواجية الديكارتية. ويعتقد ديكارت أن البشر فقط، لديهم هذا العقل غير المادي ولا يوجد لدى الحيوانات الأخرى.
إن رفض الانقسام بين العقل والجسد موجود في البنية الثقافية الفرنسية، وهو موقف يميز عمومًا الفلسفة الفرنسية في مرحلة ما بعد الحرب. لقد أثبت غياب نقطة التقاء محددة تجريبيًا بين العقل غير المادي وتوسعه المادي أنه يمثل إشكالية في الازدواجية، ويرى العديد من فلاسفة العقل الحديثيين أن العقل ليس منفصلًا عن الجسد. وكانت هذه النهج مؤثرة بشكل خاص في العلوم، وخاصة في مجالات مثل علم الاجتماع وعلوم الحاسب الآلي وعلم النفس التطوري وعلوم الأعصاب.

### الظاهراتية المصاحبة
إن الظاهراتية المصاحبة هي نظرية في فلسفة العقل تقول إن الظواهر العقلية ترجع إلى عمليات فيزيولوجية في الدماغ أو أن كلًا منهما يشكل تأثيرات لسبب مشترك، على عكس الظواهر العقلية التي تقود الآليات الفيزيائية للمخ. وبالتالي فإن الانطباع بأن الأفكار أو المشاعر أو الأحاسيس تتسبب في إحداث تأثيرات بدنية، لا بد وأن يكون مفهومًا على أنه وهمي إلى حد ما. على سبيل المثال، لا يؤدي الشعور بالخوف إلى زيادة ضربات القلب، فكل منهما يمثل أحد أعراض لأصل فيزيولوجي مشترك، وربما استجابة لتهديد خارجي مشروع.
يعود تاريخ الظاهراتية المصاحبة إلى محاولة حل لغز الازدواجية الديكارتية، أي كيفية تفاعل العقل والجسم. وقد بدأ كل من الطبيب لاميتري والفلاسفة لايبنز وسبينوزا بطريقتهم الخاصة في التفكير. الفكرة أنه حتى لو كان الحيوان واعيًا لا شيء يمكن أن يضاف إلى إنتاج السلوك، حتى في الحيوانات من النوع البشري، وكان ذلك أول ما عبر عنه لاميتري (في عام 1745) ، ثم كابانيس (في عام 1802)، وكان أكثرها وضوحًا من قبل هودجسون (في عام 1870) وهوكسلي (في عام 1874).
شبه هوكسلي الظواهر العقليّة (في عام 1874) بالصفير على قاطرة بخارية. ومع ذلك، ازدهرت الظاهراتية المصاحبة في المقام الأول لأنها وجدت محلاً بين السلوك المنهجي أو العلمي. وفي أوائل القرن العشرين بدأ علماء السلوك العلمي مثل إيفان بافلوف وجون ب. واطسون وب. ف. سكينر محاولة الكشف عن القوانين التي تصف العلاقة بين المنشطات والاستجابات، دون الإشارة إلى الظواهر العقلية الداخلية.
وبدلًا من تبني شكل من أشكال الإقصاءات أو الشقاق الذهني، أو المواقف التي تنكر وجود ظواهر عقلية داخلية، تمكن أحد علماء السلوك من تبني الظاهراتية المصاحبة من أجل السماح بوجود العقل. ومع ذلك، واجه السلوك العلمي صعوبات كبيرة بحلول الستينيات، وفي نهاية المطاف أفسح المجال أمام الثورة المعرفية. ويرفض المشاركون في هذه الثورة، مثل جيري فودور، الظاهراتية المصاحبة ويصرون على فعالية العقل. حتى إن فودور يتحدث عن (الرهاب المصاحب) بالخوف من أن يصبح ظاهراتية مصاحبة.
ويدافع توماس هنري هوكسلي في مقال بعنوان (فرضية ذاتية التشغيل للحيوانات وتاريخها) عن نظرية الظاهراتية المصاحبة للوعي وفقًا لذلك فقد يكون الوعي هو التأثير الخامل سببيًا للنشاط العصبي، كما أن صافرة البخار التي تصاحب عمل محرك القاطرة ليس لها تأثير على آلياتها.
يعترض ويليام جيمس في مقاله هل نحن ذاتيو التشغيل؟ من خلال ذكر حجة تطورية حول التفاعل بين العقل والدماغ، وهو ما يعني ضمنًا أنه إذا كان الحفاظ على الوعي وتطويره في التطور البيولوجي نتيجة للاختيار الطبيعي، فمن المعقول أن الوعي لم يتأثر بالعمليات العصبية فحسب، بل كانت له قيمة للبقاء على قيد الحياة وما كان ليتحقق ذلك إلا إذا كان فعّالًا. ويضع كارل بوبر في كتابه (النفس ودماغها) حجة تطورية مماثلة.